# Красотка мингрельская
Красотка мингрельская (лат. Calopteryx mingrelica) — стрекоза рода Calopteryx, принадлежащая к семейству стрекоз-красоток.  Своё название вид получил по названию исторической области в современной Грузии — Мингрелии, которая в XV — первой половине XIX в. была одним из самостоятельных феодальных княжеств.

## Описание
Длина брюшка 34—39 мм, заднего крыла — 30—35 мм. Виду свойствен половой диморфизм. Тело самца с металлическим блеском, синее с зелёным отливом. Середина и вершина крыла у самца несёт широкую металлически-блестящую синюю или темно-синюю перевязь, основания крыльев бесцветные, прозрачные.  Крылья самки дымчато-прозрачные. У самки вместо птеростигмы находится светлое пятно, пересеченное жилками. 

## Ареал
Редкий вид, эндемик Кавказа, распространенный в Закавказье, в бассейне реки Риони. Стрекозы населяют берега рек и ручьев, держатся на приводной растительности — в зарослях тростника, осоки, камыша. Самки преимущественно сидят среди около растительности, а самцы летают над водой вдоль берега.

## Биология
Стрекозы появляются в конце весны и летают вплоть до начала осени.  Отличается медленным порхающим полетом. Летает неохотно и плохо, часто присаживаются на растения, кустарники. Стрекозы встречаются около медленно текущих ручьев и мелких речек с берегами, поросшими растительностью. От водоёмов практически не отлетают. Отличается сложным брачным поведением. Спариванию предшествует «танец» — дуэт последовательно меняющихся специфичных поз.
Яйца откладываются в водную растительность, при Самки преимущественно сидят среди около растительности, а самцы летают над водой вдоль берега. Самки при откладывании яиц опускаются по стеблям растений под воду и размещают яйца в тканях стеблей, надрезая их кожицу яйцекладом. Стадия яйца длится около месяца. Личинки обитают в проточных водах с водной растительностью, крайне чувствительны к чистоте воды и насыщенности ее кислородом. Развитие личинки занимает 2 года.